# Thrinchostoma umtaliense
Thrinchostoma umtaliense är en biart som beskrevs av Cockerell 1936. Thrinchostoma umtaliense ingår i släktet Thrinchostoma och familjen vägbin. Inga underarter finns listade i Catalogue of Life.